# Absonemobius alatus
Absonemobius alatus är en insektsart som beskrevs av Otte, D. 2006. Absonemobius alatus ingår i släktet Absonemobius och familjen syrsor. Inga underarter finns listade i Catalogue of Life.